# دارکوب تاج‌طلایی
دارکوب تاج‌طلایی یا دارکوب کاکل‌زرد با نام علمی Dendropicos xantholophus پرنده‌ای از خانوادهٔ دارکوبان است که در کشورهای آفریقایی آنگولا، اوگاندا، تانزانیا، جمهوری آفریقای مرکزی، جمهوری کنگو، جمهوری دموکراتیک کنگو، سودان، کامرون، کنیا، گابون و نیجریه یافت می‌شود.